# 共和国議会 (グアテマラ)
共和国議会（きょうわこくぎかい、スペイン語: Congress of the Republic）は、グアテマラの立法府である。

## 概要
一院制、定数160、任期4年。
比例代表制で選出される。